# René Maheu
René Maheu (ur. 28 marca 1905 w Saint-Gaudens, zm. 19 grudnia 1975 w Paryżu) – francuski profesor filozofii i dyplomata, dyrektor generalny UNESCO w latach 1961–1974.

## Życiorys
Karierę zaczynał jako profesor filozofii na Uniwersytecie w Kolonii w latach 1931–1933 oraz Instytutu Francuskiego w Londynie gdzie wykładał w latach 1933–1939 jednocześnie  pracując w dyplomacji jako attaché kulturalny ambasady francuskiej w Londynie, w latach 1936–1939. W okresie II wojny światowej był oficerem informacyjnym w Afryce Północnej. Od momentu utworzenia UNESCO w 1946 był członkiem jego personelu. W 1949 ówczesny dyrektor generalny UNESCO Jaime Torres Bodet powierzył mu funkcję dyrektora biura wykonawczego. W 1954 został powołany na zastępcę dyrektora generalnego, zaś w latach 1955–1959 był również  reprezentantem UNESCO w siedzibie Organizacji Narodów Zjednoczonych w Nowym Jorku. Po ustąpieniu Vittorino Veronese z urzędu, od 1961 był dyrektorem generalnym UNESCO pełniąc urząd przez dwie kolejne kadencje.